# Badenella ignota
Badenella ignota är en skalbaggsart som beskrevs av Lane 1964. Badenella ignota ingår i släktet Badenella och familjen långhorningar. Inga underarter finns listade.